# Beal
比尔（Beal）是英语姓氏，可能指：
- 安德鲁·比尔（英语：Andrew Beal），美国亿万富翁
- 布兰登·比尔（英语：Brandon Beal），美国歌手、词曲作者和制作人
- 布拉德利·比尔，美国篮球运动员
- 布雷亚·比尔（英语：Brea Beal），美国篮球运动员
- 达纳·比尔（英语：Dana Beal），美国社会政治活动家
- 恩斯特·弗里德里克·比尔（英语：Ernest Frederick Beal），英国战争英雄，维多利亚十字勋章获得者
- 福斯特·E·L·比尔（英语：F.E.L. Beal），美国鸟类学家
- 哈里·比尔（英语：Harry Beal），美国海豹突击队
- 杰克·比尔（英语：Jack Beal），英国画家
- 詹姆斯·哈特利·比尔（英语：James Hartley Beal），俄亥俄州教育家、立法者、作家和药剂师
- 杰夫·比尔（英语：Jeff Beal），美国作曲家
- 基思·比尔（英语：Keith Beal），英国画家、音乐家、作曲家和作家
- 洛娜·比尔（英语：Lorna Beal），澳大利亚板球运动员
- 尼克·比尔（英语：Nick Beal），英国橄榄球联盟球员
- 菲尔·比尔（英语：Phil Beal），英国足球运动员
- 罗伯特·乔治·比尔（英语：Robert Beal），澳大利亚圣公会主教
- 罗伯特·埃尔文·比尔（英语：Robert Beal Jr.），美国足球运动员
- 山姆·比尔（英语：Sam Beal），美国足球运动员
- 塞缪尔·比尔，英国东方学者
- 斯科特·比尔（英语：Scott Beal），美国演员
- 威廉·詹姆斯·比尔，美国植物学家

## 相关消歧义
- 约翰·比尔
- 威廉·比尔
- Beale，姓氏，中文译为比尔
- Beall（英语：Beall），姓氏，中文译为比尔
- Beel，姓氏，中文译为比尔
- Biehl（英语：Biehl），姓氏，中文译为比尔
- 啤酒，姓氏，中文译为比尔

|  | 本页或本分段罗列了姓氏为「Beal」的人物。 如果是一个指代特定个人的内链将您引导到本页，請考慮修正該人物的名字以將链接指向正確的條目。 |